# Yagiïta
La yagiïta és un mineral de la classe dels silicats, que pertany al grup de l'osumilita. Rep el seu nom de Kenzo Yagi (1949), professor de geologia, de la Universitat de Hokkaido (Japó).

## Característiques
La yagiïta és un ciclosilicat de fórmula química (Na,K)₃Mg₄(Al,Mg)₆(Si,Al)24O60, que va ser aprovat per l'Associació Mineralògica Internacional l'any 1968. Cristal·litza en el sistema hexagonal. La seva duresa a l'escala de Mohs es troba entre 5 i 6.
Segons la classificació de Nickel-Strunz, la yagiïta pertany a «09.CM - Ciclosilicats, amb dobles enllaços de 6 [Si6O18]12- (sechser-Doppelringe)» juntament amb els següents minerals: armenita, brannockita, chayesita, darapiosita, eifelita, merrihueïta, milarita, osumilita-(Mg), osumilita, poudretteïta, roedderita, sogdianita, sugilita, berezanskita, dusmatovita, shibkovita, almarudita, trattnerita, oftedalita i faizievita.

## Formació i jaciments
Només se n'ha trobat al lloc on va ser descoberta, en un meteorit de 134 kg. trobat l'any 1912 a Colomera, a la Granada (Andalusia, Espanya). Es trobava en inclusions de silicat d'un meteorit de ferro, cristal·litzat en un ambient ric en magnesi. Va ser trobada associada a diòpsid, whitlockita, tridimita, plagioclasa i ferro-níquel.